# Anolis lucius
Anolis lucius (печерний аноліс) — вид ігуаноподібних ящірок родини анолісових (Dactyloidae). Ендемік Куби.

## Поширення і екологія
Печерні аноліси поширені на Кубі, від Гавани на схід до Ольгіна, Гранми і Сантьяго-де-Куби. Вони живуть в мезофільних вічнозелених і напівлистяних лісах та в прибережних і субприбережних мікрофільних лісах, трапляються серед вапнякових скель та біля входів печер. Живдяться безхребетними та іншими ящірками. Відкладають яйця.